# Kanton Prunelli-di-Fiumorbo
Prunelli-di-Fiumorbo is een voormalig kanton van het Franse departement Haute-Corse. Het kanton maakte deel uit van het arrondissement Corte. Het werd opgeheven bij decreet van 13 februari 2014 met uitwerking op 22 maart 2015.

## Gemeenten
Het kanton Prunelli-di-Fiumorbo omvatte de volgende gemeenten:
- Chisa
- Isolaccio-di-Fiumorbo
- Prunelli-di-Fiumorbo (hoofdplaats)
- San-Gavino-di-Fiumorbo
- Serra-di-Fiumorbo
- Solaro
- Ventiseri